# نوید فریدی
نوید فریدی (به زبان انگلیسی Navid Faridi)(زاده ۲۳ تیر ۱۳۵۶ به میلادی 1977,July ۱۴) بازیکن سابق فوتبال درپست هافبک دفاعی و مربی حال حاضر آکادمی باشگاه فوتبال استقلال تهران اهل ایران است. وی سابقه بازی در باشگاه فوتبال سایپا، بانک تجارت، اتکا، پیام، باشگاه فوتبال استقلال کیش، مهارت سمنان و باشگاه فوتبال مسافی امارات را دارد. فریدی بعد از بازگشت از امارات در سال ۱۳۹۱ به دعوت امیر قلعه نویی سرمربی وقت استقلال تهران به تمرینات این تیم دعوت شد.

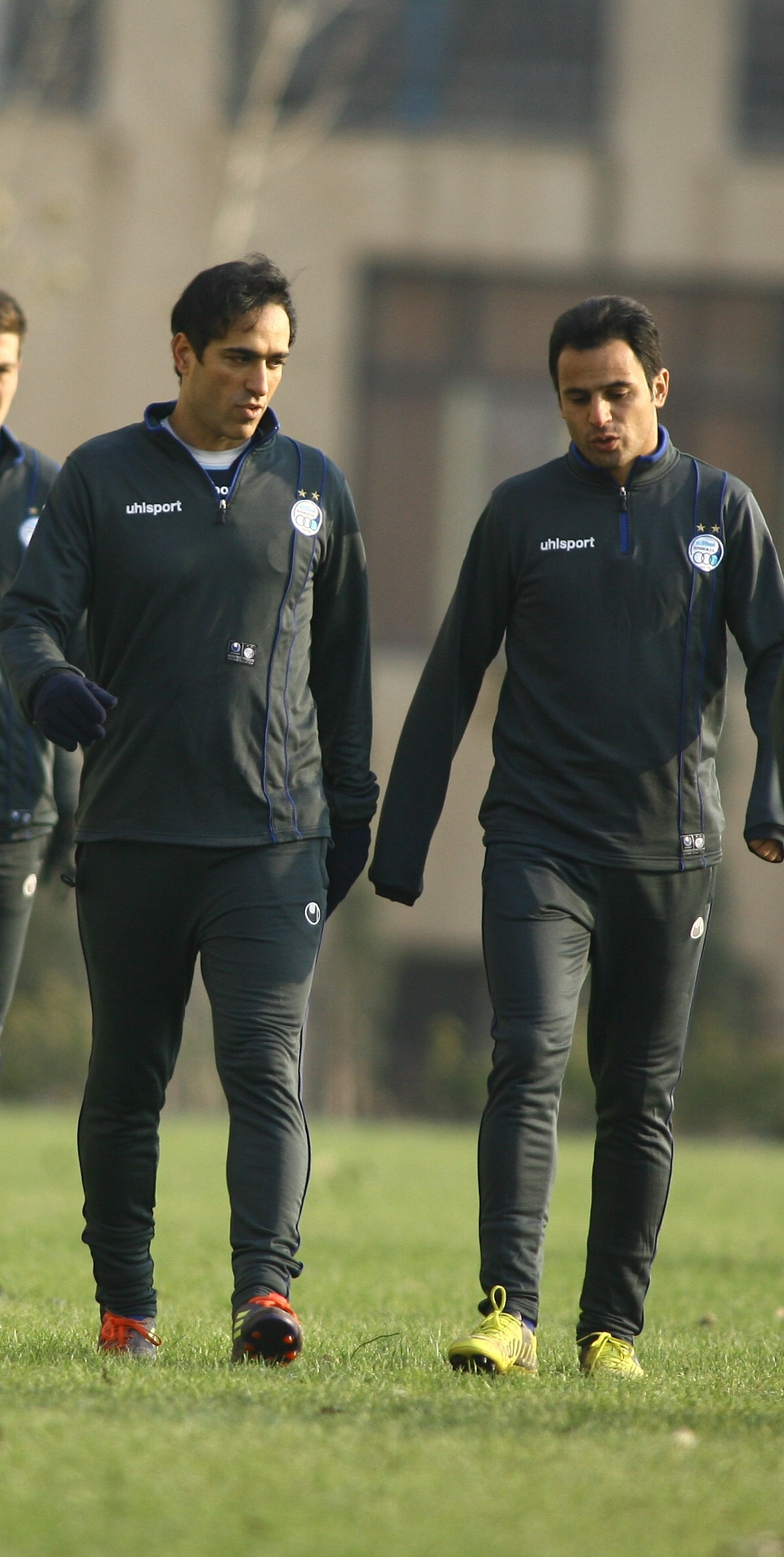
آرش برهانی (راست) نوید فریدی (چپ)

.

### دوران مربیگری
وی مربیگری را از استان البرز و با تیم جوانان استقلال این شهر به عنوان سرمربی در لیگ برتر استان آغاز کرد، و بعد از آن مربی تیم بزرگسالان داماش گردید. با شروع فصل ۹۵ او با استقلال تهران با تیم نونهالان زیر پانزده سال این باشگاه در لیگ برتر شروع کرد. و در فصل بعد مربی تیم جوانان باشگاه استقلال تهران در لیگ برتر جوانان زیر ۱۹ سال گردید. و در سال سوم حضورش در استقلال به عنوان مربی تیم نوجوانان استقلال تهران در لیگ برتر نوجوانان به همراه علیرضا اکبرپور انتخاب گردید.

## استقلال تهران
فریدی از فصل ۱۳۹۵ تا کنون (۱۳۹۸) مربی سه رده سنی در تیمهای نونهالان زیر ۱۵ سال، نوجوانان زیر ۱۶ سال و جوانان زیر ۱۹ سال باشگاه استقلال تهران بوده‌است.
فریدی پیش ازشهرآورد تهران ۸۶ تیم‌های استقلال و پرسپولیس که دریازدهم اسفند ماه ۱۳۹۶انجام شد، بازی آن دیدار و تقابل تعدادی از بازیکنان دو تیم را مورد ارزیابی قرار داد.

## دوره‌های مربیگری
- دوره مربیگری سی(C) کنفدراسیون آسیا[۱۲]
- دوره مربیگری بدنسازی پیشرفته فوتبال در امارات متحده عربی[۱۳]
- دوره مربیگری بدنسازی پیشرفته فوتبال در ایران استان البرز[۱۴]
- دوره مربیگری ب (B) کنفدراسیون آسیا[۱۵]